# Bolyai János Gimnázium (Salgótarján)
A Bolyai János Gimnázium egy Salgótarjánban épült és működő középiskola és gimnázium.

## Története
1966-ban alapították. Tervezője Magyar Géza volt. 1969 májusában Bolyai János nevét vette fel a gimnázium, aki ifjú éveiben világhírű eredményt ért el a térgeometriában. A ma látható épület az 1989-94. között zajlott felújítás eredménye. Az egykori "Új Gimnázium"-ból Bolyai János Gimnázium lett. Az iskola az indulástól alaptevékenységeként a felsőfokú tanulmányokra való felkészítést vállalta: kiemelt feladatként jelölte meg a tehetséggondozást, felkarolva a hátrányos helyzetű tanulókat is, súlyt fektetve a hátránykompenzációra is. Az intézmény a szerkezetváltó tanintézmények sorába tartozik. A hagyományos négyosztályos képzés mellett az 1993/94-es tanévtől már hatosztályos gimnáziumi képzés is folyik az iskolában. A hat évfolyamos két tanítási nyelvű képzésben a gimnáziumi oktatás a hetedik évfolyammal kezdődik és a 12. évfolyammal fejeződik be. Hetedik és nyolcadik osztályban intenzív célnyelvi előkészítés folyik angol nyelvből heti 6, 7 vagy 8 órában.
Az iskola a HVG 2024-es külön kiadványában megjelent középiskolákat rangsoroló listájában bekerült a legjobb 100 közé az országban lévő 957 középiskola közül. A rangsorban a Bolyai a 86. helyet foglalja el, Nógrád megyében az egyetlen középiskolaként, mely bejutott a TOP 100-ba.

## A gimnázium híres diákjai
- Ács Norbert (1975) színművész, bábművész
- Boldvai László (1960) közgazdász, politikus
- Kalmár Melinda (1959) történész
- Kukely Márton (1956-2019) villamosmérnök, MÁV vezérigazgató
- Molnár Tóni (1992) író
- Obrusánszky Borbála (1972) történész, néprajzkutató, orientalista, nagykövet
- Sándor Klára (1965) nyelvész, az MTA doktora, politikus, országgyűlési képviselő
- Szabó Sándor (1957) jogász, ügyvéd, politikus, kormánymegbízott majd főispán, a Nógrád Megyei Kormányhivatal vezetője
- Székyné Sztrémi Melinda (1958) pedagógus, iskolaigazgató, politikus, országgyűlési képviselő, Salgótarján polgármestere
- Tarnóczi Jakab (1994) színházrendező
- Tomka Béla (1962) történész, az MTA doktora
- Várkonyi Gábor (1962) történész, az ELTE Bölcsésztudományi Kar Történeti Intézet tanszékvezető egyetemi docense
- Zentai László (1959) kartográfus, az MTA doktora, a Nemzetközi Térképészeti Társulás (ICA) alelnöke